# Grup de la barringerita
El grup de la barringerita és un grup de minerals de la classe dels elements natius, format per dos fosfurs. Aquests dos minerals són la barringerita, l'espècie que dona nom al grup, i la monipita, un mineral aprovat l'any 2007. Totes dues espècies cristal·litzen en el sistema hexagonal.
| Espècie      | Fórmula   |
| ------------ | --------- |
| Barringerita | (Fe,Ni)₂P |
| Monipita     | MoNiP     |

Els minerals d'aquest grup es troben classificats en el grup 1.BD segons la classificació de Nickel-Strunz (1 per a Elements; B per a Carburs metàl·lics, silicurs, nitrurs i fosfurs i D per a Fosfurs), juntament amb els següents minerals: schreibersita, barringerita, niquelfosfur, florenskiïta, allabogdanita, andreyivanovita i melliniïta.
La monipita químicament és similar a la polekhovskyita i la tsikourasita, i és el primer fusfur de molibdè i níquel descoberta al meteorit Allende, a Mèxic, sent l'unic indret on ha estat trobada. La barringerita, tot i haver estat descrita en una desena d'indrets, ha estat descrita majoritàriament en meteorits.